# 鈴木重朝
鈴木 重朝（すずき しげとも）は、安土桃山時代から江戸時代前期にかけての武将、大名。水戸藩重臣・雑賀氏の祖。

## 生涯
重朝の出自について、『水府系纂』に記載の家譜には、重朝が紀州の出身であることや穂積を姓としたこと、代々鈴木氏を名乗ったことが記されているが、「其先未詳」とあって先祖については不明とされている。石山合戦で本願寺方として活躍した鈴木孫一重秀を重朝と同一人物とする説や、重朝を重秀の子またはその一族とする説がある。鈴木眞哉は重秀の弟や甥といった重秀に近い人物との見方を示し、武内義信は重秀の子の可能性が高いとしている。
鈴木重秀は本能寺の変の後、羽柴秀吉（豊臣秀吉）に属したとみられるが、重朝もまた秀吉に仕えている。文禄元年（1592年）4月以降、朝鮮出兵に伴って、重朝は肥前名護屋城に在陣している。文禄2年（1593年）10月には、秀吉の能の稽古に際し弓鉄砲衆が警固しているが、その中に重朝とみられる「鈴木」の名がある（『駒井日記』）。文禄4年（1595年）1月に、秀吉が草津への湯治に出向いた際には、美濃土岐宿の警備を行っていた。秀吉没後は、その子・秀頼に直仕する鉄砲頭となっている。
慶長5年（1600年）の関ヶ原の戦いでは、西軍に属して伏見城を攻め、城将・鳥居元忠を討ち取った（伏見城の戦い）。戦後、重朝は浪人となる。『水府系纂』によると、その後重朝は伊達政宗のもとに寄食し、政宗の仲介で鳥居元忠の主である徳川家康から許されたという。慶長11年（1606年）、重朝は家康に直臣として召し抱えられ、常陸国に3,000石を与えられた。しばらくして、家康の子である水戸徳川家の徳川頼房に付けられた。
元和年中（1615–1624年）に重朝は死去した。墓所や法号については不明で、重朝本人は水戸徳川家に仕えていなかった可能性も考えられる。
跡を継いだ子の重次は、鈴木孫三郎から雑賀孫市へと名を改めた。重次は藩主・頼房の子である重義を養子として迎え、雑賀家は水戸藩の重臣として続いた。

## 逸話
伏見城の戦いで鳥居元忠所用の「紺糸素縣縅二枚胴具足」が重朝の手に渡ったが、重朝は元忠の子の忠政に返還を申し出た。すると忠政は深く感銘し、重朝にこの具足を譲ったという。この具足は2004年（または2003年）に鈴木家から大阪城天守閣に寄贈された（なお兜は幕末期に新調されている）。
また、重朝は「八丁念仏団子刺し」という太刀を所持していた。ある晩に、重朝がこの刀で人を斬ると、斬られた者は念仏を唱えながら八丁ほど歩いてから二つになって倒れ、この刀を杖にしていると路上の石が団子のように串刺しになっていたということが名前の由来という。明治維新後、雑賀家から水戸徳川家へと渡った。